# 阿公岩村
阿公岩村建於1841年，是香港的一條古村落，位於香港島筲箕灣東面的阿公岩北面，1980年後村民增加及僭建，現成為寮屋區。

## 歷史

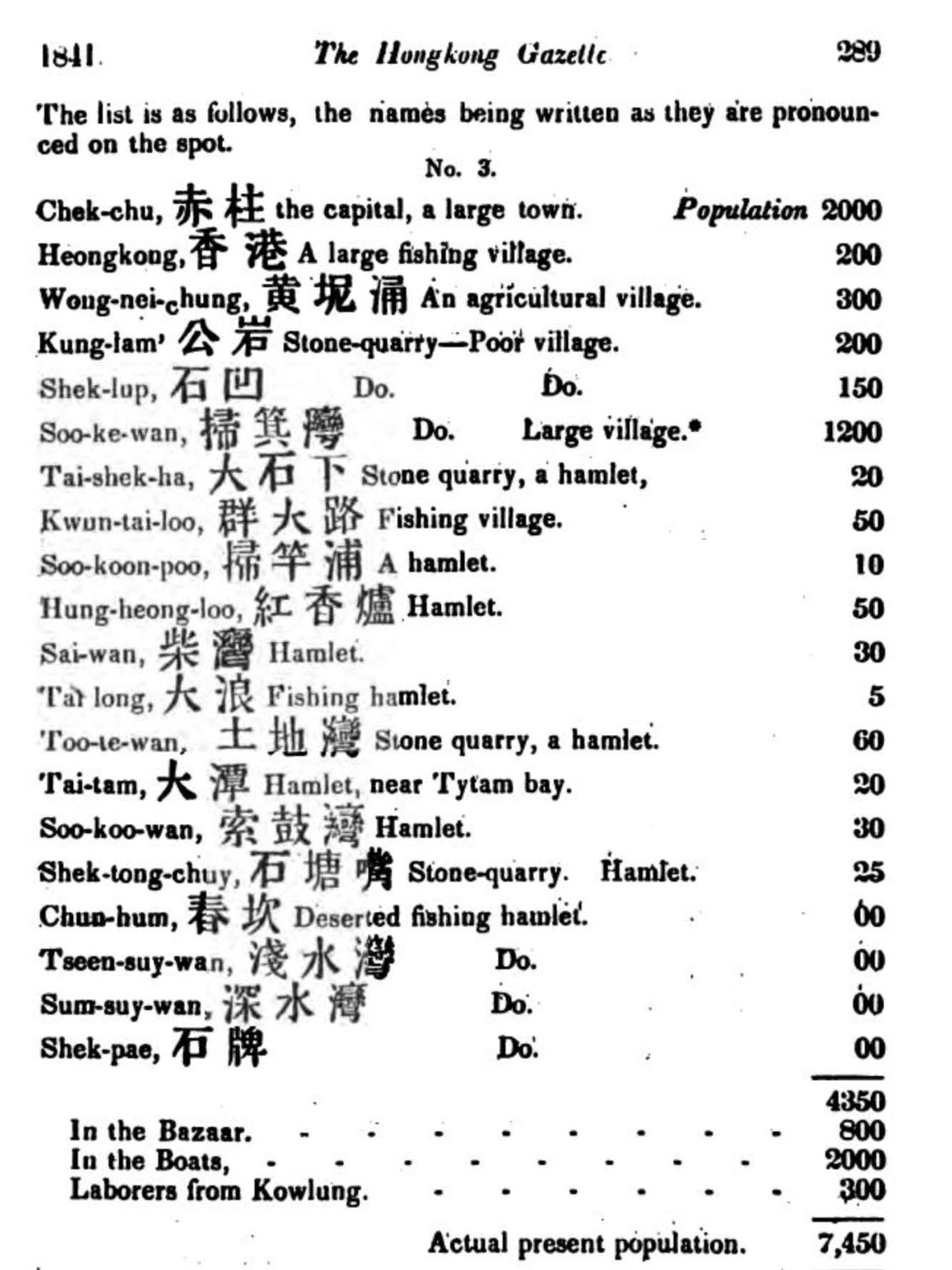
《中國叢報》1841年香港島人口統計

阿公岩村建於1841年，是香港開埠初期人口聚居地之一；记录显示人口有200。1864年太平天國政權結束後，部份士兵及家眷躲避清朝政府追捕，逃至當時英屬香港的阿公岩村，落地生根。阿公岩村是香港島碩果僅存的古村落，目前約有200名居民。由於阿公岩村毗鄰石礦場及海灣，初期村民大多從事採石及捕魚工作。1970年代後，隨著東區走廊及筲箕灣工廈相繼落成，村民就業開始轉型。
隨著村民增加，阿公岩村於20世紀後期變成寮屋區，在1980年代政府記錄有百多伙。於2005年10月31日曾發生火災。

## 相關道路
- 阿公岩村道